# 올아메리카 시티 어워드
올아메리카 시티 어워드(All-America City Award)는 국가시민연맹에 의해 해마다 미국에 있는 10개 도시들에 수여된다.
1949년에 시작되었다.

## 2008년 수상
- 굿이어, 애리조나주
- 세리토스, 캘리포니아주
- 오로라, 콜로라도주
- 뉴헤이븐, 코네티컷주
- 글래스턴, 미주리주
- 애크론, 오하이오주

## 2007년 수상
- 즈메츠 스프링스, 뉴멕시코주
- 플로잉 웰스, 아리조나주 (이웃)
- 산타 로사, 캘리포니아주
- 시에라 마드레, 캘리포니아
- 할리우드, 플로리다
- 포크 카운티, 플로리다
- 뒤붹, 아이오와주
- 르윈스턴, 마이엔주
- 반스터블, 매사추세츠주
- 클린턴, 북 캐롤라이나
- 힉코리, 북 캐롤라이나